# Jaborá
Jaborá este un oraș în Santa Catarina (SC), Brazilia.